# Jean-Jacques Heilmann (inventeur)
Ne pas confondre avec son père Jean-Jacques Heilmann (photographe).
Pour les articles homonymes, voir Jean-Jacques Heilmann et Heilmann.
Jean-Jacques Heilmann, né le 5 novembre 1853 à Pau et mort en 1922, est un ingénieur et inventeur français, qui invente le principe du fonctionnement électrique d'une locomotive ferroviaire.

## Biographie

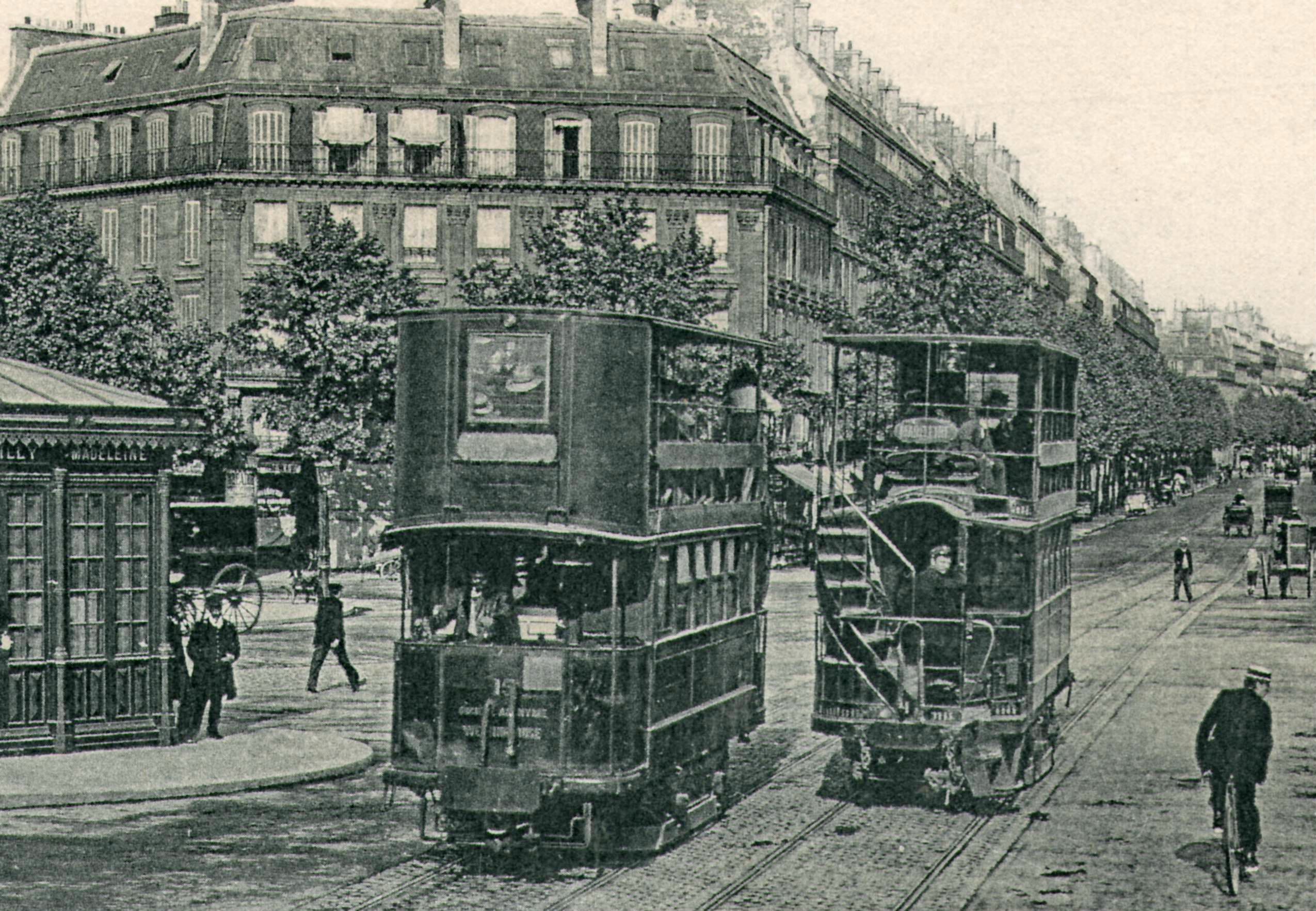
Deux tramways électriques à accumulateurs, système Heilmann, construits à 35 exemplaires pour la Compagnie des tramways de Paris et du département de la Seine (TPDS) en 1897

Jean-Jacques Heilmann est né le 5 novembre 1853 à Pau,. Fils du photographe Jean-Jacques Heilmann qui s'est installé à Pau,, il est issu d'une famille d'industriels alsaciens de Mulhouse. Son grand-père,  Josué Heilmann (1796-1848) a introduit le métier à tisser, le métier automatique et la peigneuse.
Jean-Jacques Heilmann est formé comme les autres enfants de la bourgeoisie mulhousienne. Après des études à l'École des sciences appliquées de Mulhouse, il poursuit son apprentissage de la construction mécanique à la Schweizerische Lokomotiv- und Maschinenfabrik de Winterthur, aux Forges et chantiers de la Méditerranée au Havre et très probablement aux ateliers d'Épernay de la Compagnie des chemins de fer de l'Est.
Embauché en 1883 au bureau technique de la Société alsacienne de constructions mécaniques de Mulhouse, il devient ensuite ingénieur en chef de l'usine de Belfort (donc en territoire français) de cette entreprise. 

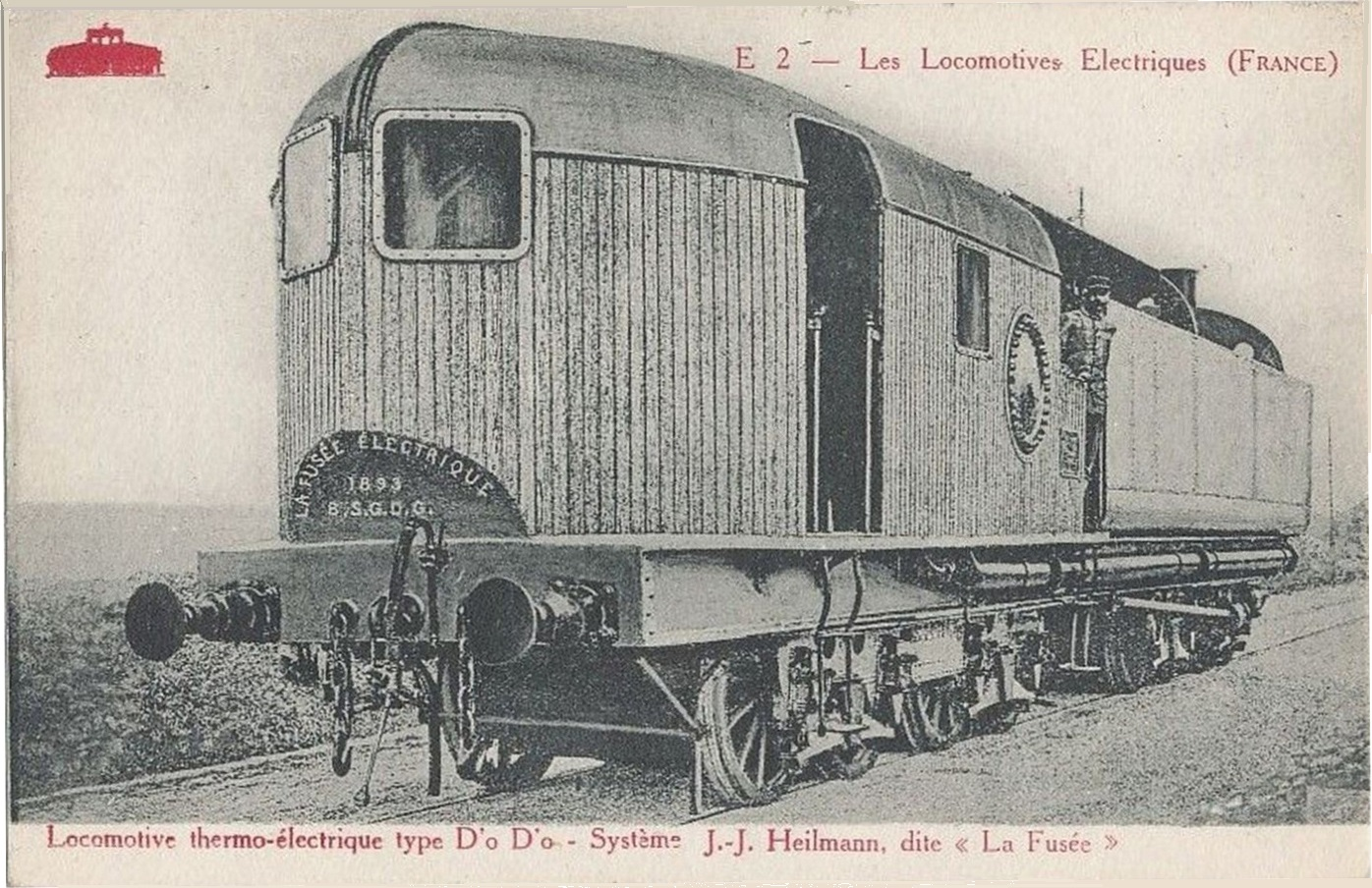
La Fusée, construite en 1892 au Havre

C'est à Belfort qu'il invente la locomotive électrique, alimentée par une centrale à vapeur, dont il dépose le brevet le 18 juillet 1890 et qu'il explique dans le Bulletin de la société industrielle de Mulhouse en mai 1891. Il en fait construire le prototype, appelé La Fusée, en 1892, par les Forges et chantiers de la Méditerranée au Havre,. Elle est mise en fonctionnement sur la ligne Paris-Le Havre en 1894. 
Il fait construire ensuite en 1896-1897, deux locomotives électriques, numérotées 8001 et 8002.
Jean-Jacques Heilmann est administrateur délégué de la Société Traction électrique système Heilmann, dont le siège est établi à Paris,. Il fait construire une usine au Havre pour réaliser ses machines. Il vend cette usine à la Westinghouse Electric Company.
Jean-Jacques Heilmann meurt en 1922.

## Publications
- « Mémoire sur un chemin de fer électrique. Système J.-J. Heilmann », Bulletin de la société industrielle de Mulhouse, vol. 61,‎ mai 1891, p. 181-216 (lire en ligne).

## Décorations
Chevalier de la Légion d'honneur le 1er avril 1894